# Dry (Loiret)
Pour les articles homonymes, voir Dry.
Dry est une commune française située dans le département du Loiret en région Centre-Val de Loire.
La commune est située dans le périmètre du Val de Loire inscrit au patrimoine mondial de l'UNESCO.

## Géographie

### Localisation

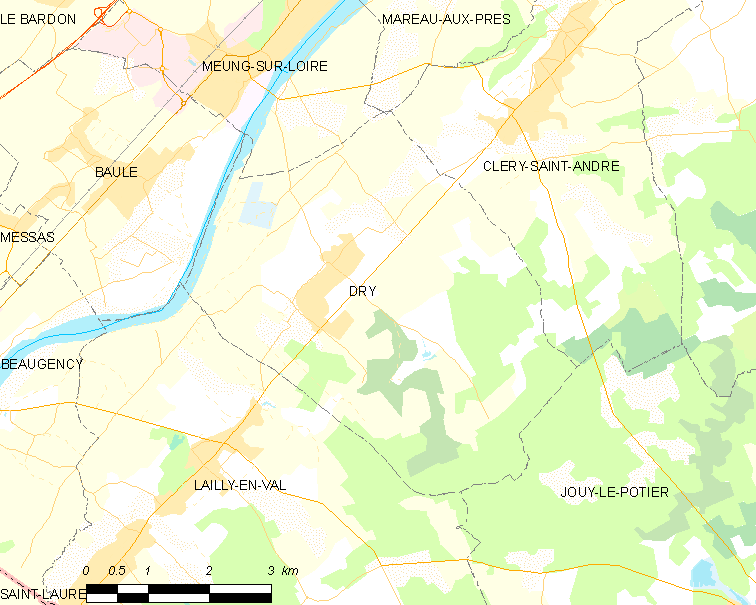
Carte de la commune de Dry (Loiret) et des communes limitrophes

La commune de Dry se trouve dans le quadrant sud-ouest du département du Loiret, dans la région agricole de la Sologne et l'aire urbaine d'Orléans.  À vol d'oiseau, elle se situe à 18,4 km  d'Orléans, préfecture du département, et à 3,8 km de Cléry-Saint-André, ancien chef-lieu du canton dont dépendait la commune avant mars 2015. La commune fait partie du bassin de vie de Meung-sur-Loire dont elle est éloignée de 3,5 km.
Les communes les plus proches sont : Lailly-en-Val (3,4 km), Meung-sur-Loire (3,5 km), Baule (3,5 km), Cléry-Saint-André (3,8 km), Messas (6,2 km), Beaugency (6,8 km), Le Bardon (6,9 km), Mézières-lez-Cléry (7,1 km), Saint-Ay (7,3 km) et Mareau-aux-Prés (8,3 km).

### Géologie et relief

#### Géologie
La commune se situe dans le sud du Bassin parisien, le plus grand des trois bassins sédimentaires français. Cette vaste dépression, occupée dans le passé par des mers peu profondes et des lacs, a été comblée, au fur et à mesure que son socle s’affaissait, par des sables et des argiles, issus de l’érosion des reliefs alentour, ainsi que des calcaires d’origine biologique, formant ainsi une succession de couches géologiques.
Les couches affleurantes sur le territoire communal sont constituées de formations superficielles du Quaternaire et de roches sédimentaires datant du Cénozoïque, l'ère géologique la plus récente sur l'échelle des temps géologiques, débutant il y a 66 millions d'années. La formation la plus ancienne est du calcaire de Pithiviers remontant à l’époque Miocène de la période Néogène. La formation la plus récente est des alluvions récentes des lits mineurs remontant à l’époque Holocène de la période Quaternaire. Le descriptif de ces couches est détaillé dans  la feuille « n°397 - Beaugency » de la carte géologique au 1/50 000ème du département du Loiret, et sa notice associée.

Carte géologique de la commune.

|  | Fz : | alluvions récentes des lits mineurs, Holocène                                                     |
|  | FC : | alluvions et colluvions du fond des vallées secondaires, Holocène                                 |
|  | Fy : | alluvions récentes des levées et montilles de la Loire et des basses terrasses du Loing, Holocène |
|  | Fw : | alluvions de haute terrasse de la Loire, Pléistocène (Riss), terrasse +10 -15 m                   |

|  | m1CPi : | calcaire de Pithiviers, Aquitanien |

#### Relief
La superficie cadastrale de la commune publiée par l’Insee, qui sert de référence dans toutes les statistiques, est de 22,64 km2,. La superficie géographique, issue de la BD Topo, composante du Référentiel à grande échelle produit par l'IGN, est quant à elle de 23,1 km2. Son relief est relativement plat puisque la dénivelée maximale atteint 23 mètres. L'altitude du territoire varie entre 82 m et 105 m.

### Climat
Pour des articles plus généraux, voir Climat du Centre-Val de Loire et Climat du Loiret.
En 2010, le climat de la commune est de type climat océanique dégradé des plaines du Centre et du Nord, selon une étude du CNRS s'appuyant sur une série de données couvrant la période 1971-2000. En 2020, Météo-France publie une typologie des climats de la France métropolitaine dans laquelle la commune est exposée à un climat océanique altéré et est dans la région climatique Moyenne vallée de la Loire, caractérisée par une bonne insolation (1 850 h/an) et un été peu pluvieux.
Pour la période 1971-2000, la température annuelle moyenne est de 11 °C, avec une amplitude thermique annuelle de 15,1 °C. Le cumul annuel moyen de précipitations est de 682 mm, avec 10,5 jours de précipitations en janvier et 7,2 jours en juillet. Pour la période 1991-2020, la température moyenne annuelle observée sur la station météorologique de Météo-France la plus proche, sur la commune de Ligny-le-Ribault à 13 km à vol d'oiseau, est de 11,6 °C et le cumul annuel moyen de précipitations est de 741,2 mm,. Pour l'avenir, les paramètres climatiques de la commune estimés pour 2050 selon différents scénarios d'émission de gaz à effet de serre sont consultables sur un site dédié publié par Météo-France en novembre 2022.

### Milieux naturels et biodiversité

#### Zones Natura 2000
Le réseau Natura 2000 est un réseau écologique européen de sites naturels d’intérêt écologique élaboré à partir des Directives «Habitats » et «Oiseaux ». Ce réseau est constitué de Zones Spéciales de Conservation (ZSC) et de Zones de Protection Spéciale (ZPS). Dans les zones de ce réseau, les États Membres s'engagent à maintenir dans un état de conservation favorable les types d'habitats et d'espèces concernés, par le biais de mesures réglementaires, administratives ou contractuelles. L'objectif est de promouvoir une gestion adaptée des habitats tout en tenant compte des exigences économiques, sociales et culturelles, ainsi que des particularités régionales et locales de chaque État Membre. les activités humaines ne sont pas interdites, dès lors que celles-ci ne remettent pas en cause significativement l’état de conservation favorable des habitats et des espèces concernés,.
Les sites Natura 2000 présents sur le territoire communal de Dry sont au nombre de quatre.

##### Sites d'importance communautaire (Directive "Habitats")
| Numéro    | Type | Nom                                                 | Arrêté                   | Localisation                             |
| --------- | ---- | --------------------------------------------------- | ------------------------ | ---------------------------------------- |
| FR2400528 | SIC  | Vallée de la Loire de Tavers à Belleville-sur-Loire | Arrêté du 13 avril 2007. | Dans la frange nord-ouest de la commune. |
| FR2400556 | SIC  | Nord-ouest Sologne                                  | Arrêté du 13 avril 2007  | Dans la frange sud de la commune.        |

Le site de la « Vallée de la Loire de Tavers à Belleville-sur-Loire », d'une superficie de 7 120 ha, concerne 51 communes. La délimitation de ce site Natura 2000 est très proche de celle correspondant à la Directive Oiseaux. L'intérêt majeur du site repose sur les milieux ligériens liés à la dynamique du fleuve, qui hébergent de nombreuses espèces citées en annexe II de la directive Habitats.
La ZSC « Nord-ouest Sologne », d'une superficie totale de 1 337 ha, concerne trois communes : Dry, Lailly-en-Val et Jouy-le-Potier. Le site regroupe un ensemble d'habitats typiques de la Sologne du nord et de l'ouest. On observe des boisements à chêne tauzin dont les stations sont en limite nord-est de répartition, des mares nombreuses pour partie oligotrophes, pour partie eutrophes, y compris des dépressions tourbeuses à hottonie des marais (protégée sur le plan régional), divers types de landes sèches dont des formations à lichens sur sables secs, des landes humides en particulier à bruyère quaternée et des boisements à chêne pédonculé sur molinie.

##### Zones de protection spéciale (Directive "Oiseaux")
| Numéro    | Type | Nom                          | Arrêté                | Localisation                             |
| --------- | ---- | ---------------------------- | --------------------- | ---------------------------------------- |
| FR2410017 | ZPS  | Vallée de la Loire du Loiret | Arrêté du 4 mai 2007. | Dans la frange nord-ouest de la commune. |

Le site de la « Vallée de la Loire du Loiret » s'étend sur 7 684 ha et concerne la vallée de la Loire dans le Loiret. Cette ZPS se poursuit en amont et en aval sur les départements voisins. L'intérêt majeur du site repose sur les milieux et les espèces ligériens liés à la dynamique du fleuve. Ces milieux hébergent de nombreuses espèces citées en annexe I de la directive Oiseaux. Le site est caractérisé par la présence de colonies nicheuses de sternes naine et pierregarin et de mouette mélanocéphale. Des sites de pêche du Balbuzard pêcheur sont également présents. Le site est également lieu de reproduction du bihoreau gris, de l'aigrette garzette, de la bondrée apivore, du milan noir, de l'œdicnème criard, du martin-pêcheur, du pic noir, de la pie-grièche écorcheur.

Sélection de représentants de l'avifaune de la zone Natura 2000 « Vallée de la Loire du Loiret ».
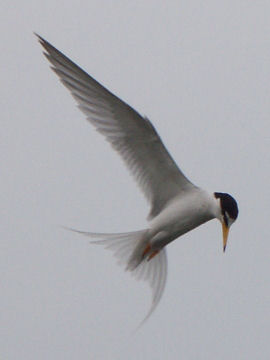
Sterne naine
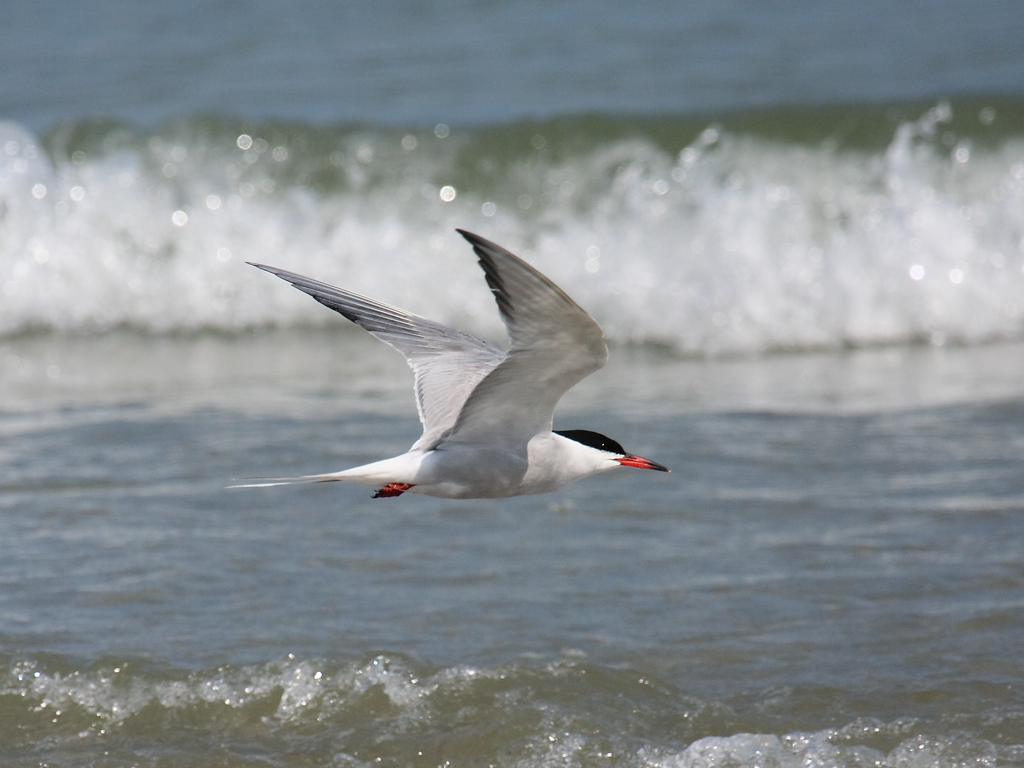
Sterne pierregarin
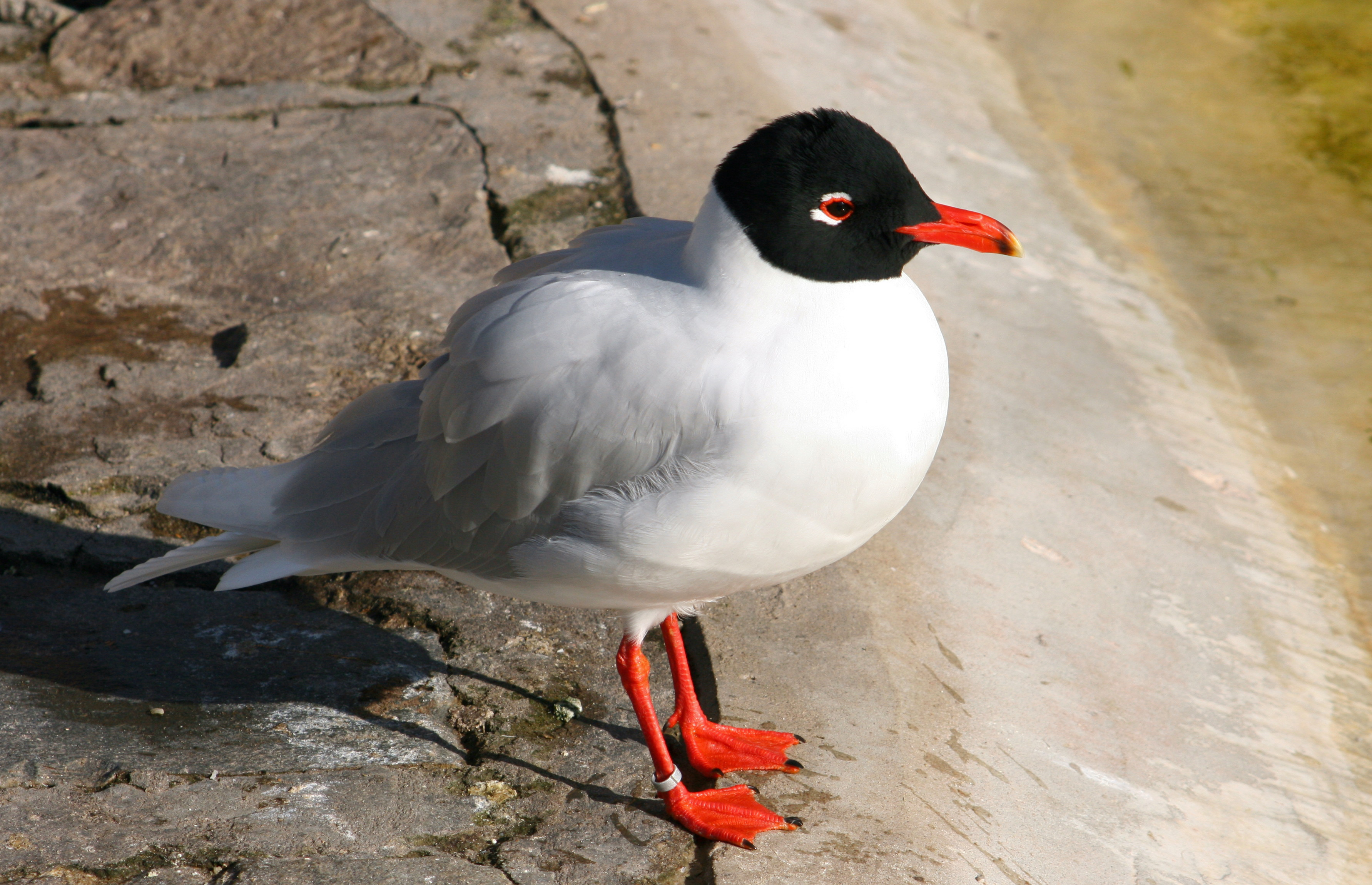
Mouette mélanocéphale
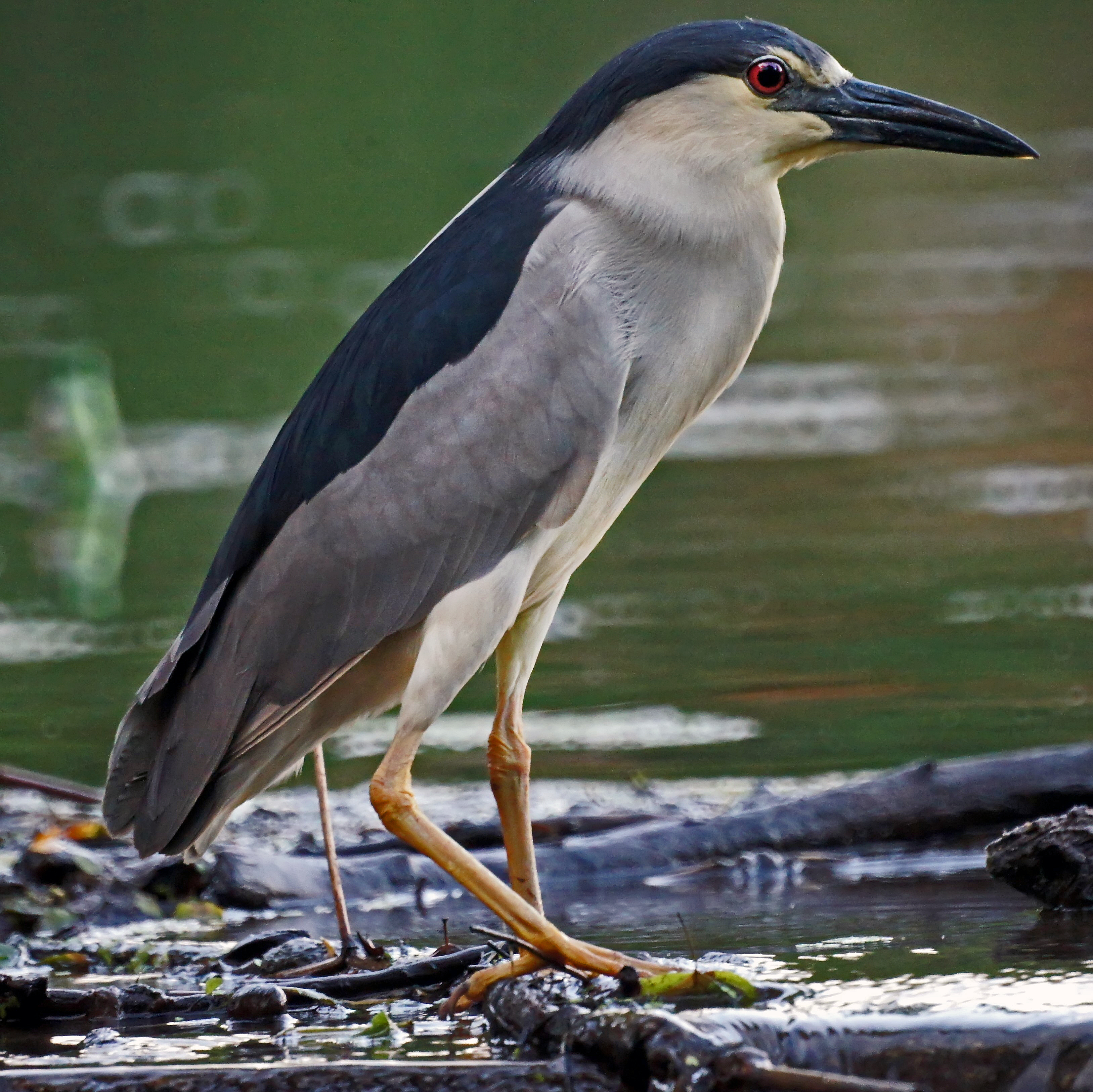
Bihoreau gris
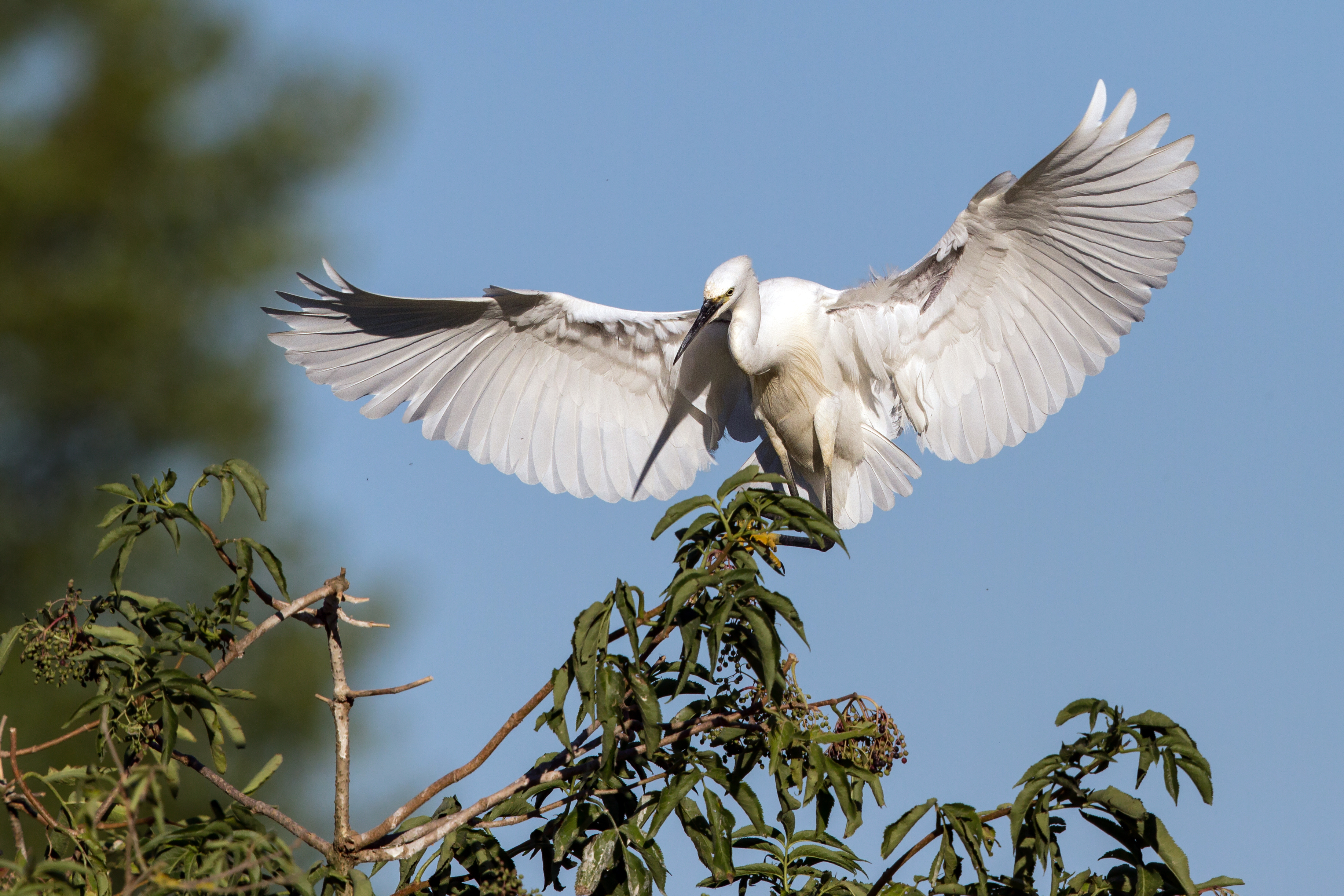
Aigrette garzette
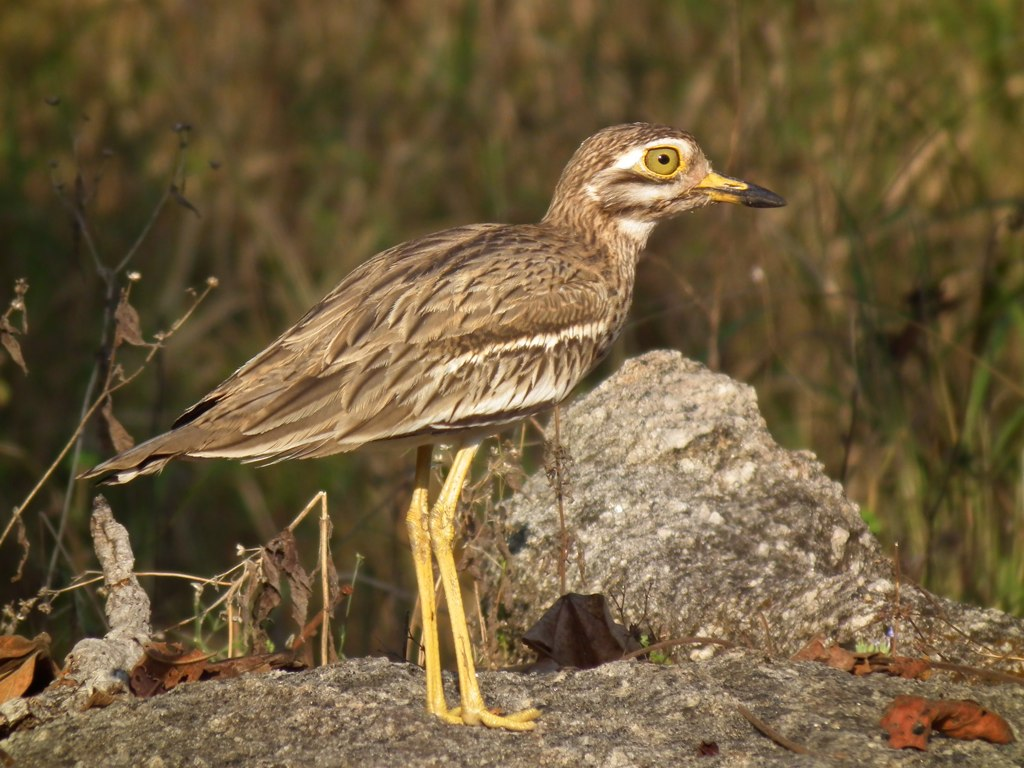
Œdicnème criard

#### Zones naturelles d'intérêt écologique, faunistique et floristique
L’inventaire des zones naturelles d'intérêt écologique, faunistique et floristique (ZNIEFF) a pour objectif de réaliser une couverture des zones les plus intéressantes sur le plan écologique, essentiellement dans la perspective d’améliorer la connaissance du patrimoine naturel national et de fournir aux différents décideurs un outil d’aide à la prise en compte de l’environnement dans l’aménagement du territoire. Le territoire communal de Dry comprend une ZNIEFF.
| Désignation             | Type   | Superficie  | Description | Carte |
| ----------------------- | ------ | ----------- | --- | ----- |
| « La Loire orléanaise » | type 2 | 35 hectares | La zone s'étend sur 41 communes, dont 39 communes dans le Loiret et dont Dry. Elle correspond à la boucle septentrionale du fleuve. Son altitude varie entre 80 et 135 m. Elle se caractérise par un lit mineur largement occupé par des îles et grèves sableuses. Ces milieux soumis au marnage annuel recèlent de multiples habitats plus ou moins temporaires. C'est pratiquement la seule section qui présente des méandres. On observe, sur les basses terrasses, quelques formations sablo-calcaires. |       |

## Urbanisme

### Typologie
Au 1er janvier 2024, Dry est catégorisée bourg rural, selon la nouvelle grille communale de densité à sept niveaux définie par l'Insee en 2022.
Elle est située hors unité urbaine. Par ailleurs la commune fait partie de l'aire d'attraction d'Orléans, dont elle est une commune de la couronne,. Cette aire, qui regroupe 136 communes, est catégorisée dans les aires de 200 000 à moins de 700 000 habitants,.

### Occupation des sols
L'occupation des sols de la commune, telle qu'elle ressort de la base de données européenne d’occupation biophysique des sols Corine Land Cover (CLC), est marquée par l'importance des territoires agricoles (60,6 % en 2018), en diminution par rapport à 1990 (66,6 %). La répartition détaillée en 2018 est la suivante : 
terres arables (42,2 %), forêts (30,4 %), prairies (15,2 %), zones urbanisées (6 %), zones agricoles hétérogènes (3,1 %), eaux continentales (3 %).
L'évolution de l’occupation des sols de la commune et de ses infrastructures peut être observée sur les différentes représentations cartographiques du territoire : la carte de Cassini (XVIIIe siècle), la carte d'état-major (1820-1866) et les cartes ou photos aériennes de l'IGN pour la période actuelle (1950 à aujourd'hui).

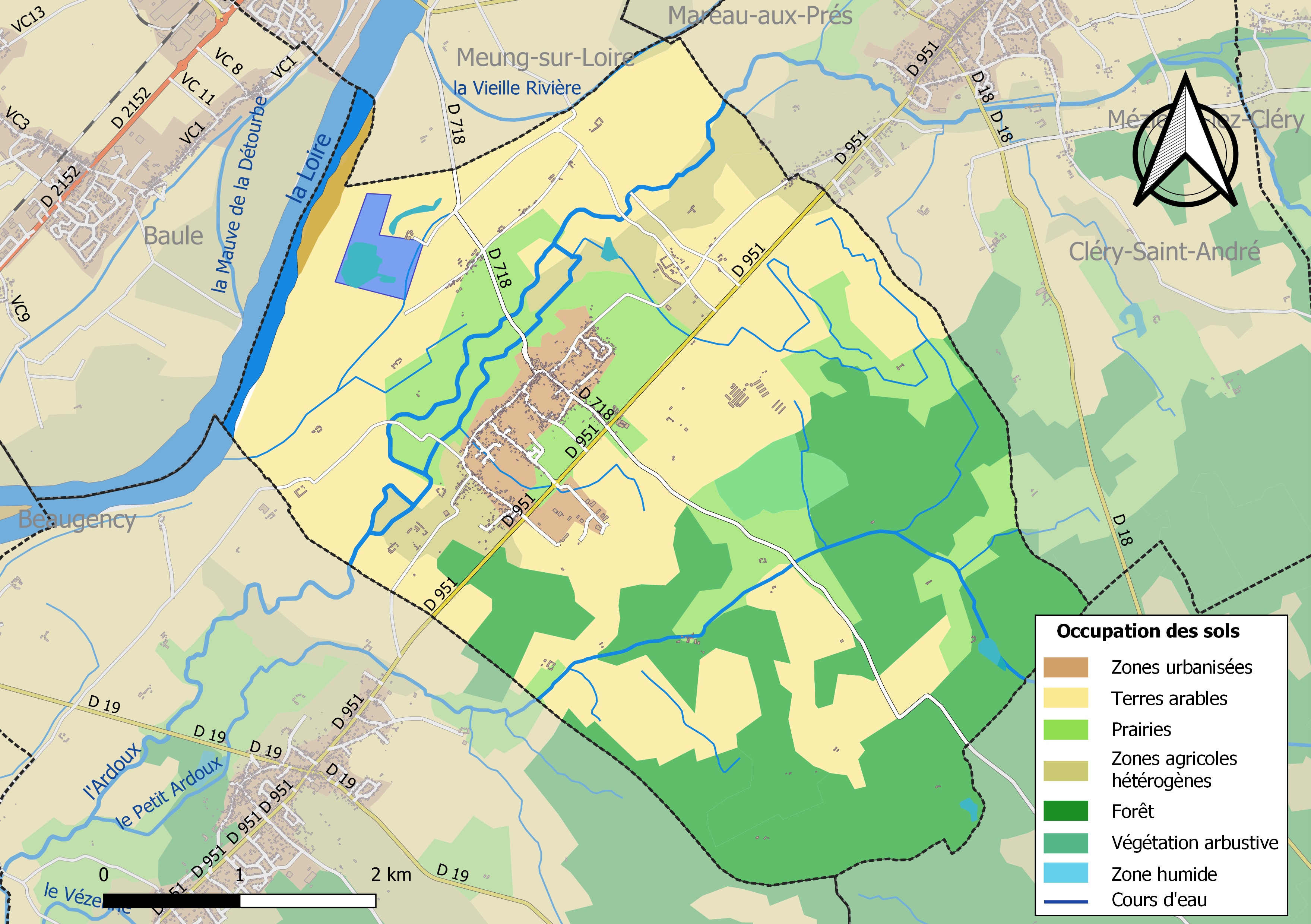
Carte des infrastructures et de l'occupation des sols de la commune en 2018 (CLC).
Carte orthophotographique de la commune en 2016.

### Planification

#### Plan local d'urbanisme
La commune prescrit l'élaboration d'un plan d'occupation des sols en juin 1988. Le document est approuvé en septembre 1990 puis révisé en août 1988.
La loi relative à la solidarité et au renouvellement urbains du 13 décembre 2000, dite loi SRU, complétée par la loi urbanisme et habitat du 2 juillet 2003, marque une évolution de la planification urbaine en créant notamment les plans locaux d’urbanisme (PLU), vecteurs de projets de territoire, appelés à se substituer progressivement aux plans d’occupation des sols. Le PLU contient deux éléments nouveaux par rapport au POS : le plan d'aménagement et de développement durable (PADD), qui exprime le projet de la ville par des orientations générales en matière d'urbanisme, de développement, d'équipement et de préservation de l'environnement et les orientations d'aménagement et de programmation (OAP) qui correspondent à des zooms qui peuvent porter sur des quartiers ou secteurs à mettre en valeur, réhabiliter, restructurer ou aménager, ou sur l'aménagement d'un espace public, etc. Dans ce cadre le conseil municipal prescrit la révision du Plan
d’occupation des sols et sa transformation en plan local d'urbanisme le 15 décembre 2008. Après l'enquête publique qui se déroule en novembre 2012, le document est approuvé le 28 janvier 2013,.

#### Documents d'orientations intercommunaux
La commune est membre du Pays Sologne Val-sud, qui regroupe 29 des communes de la Sologne du Loiret. Ce pays impose un certain nombre de contraintes, que les documents d’urbanisme doivent respecter en étant compatibles avec les documents d’orientations du Pays. Le pays a notamment élaboré une charte architecturale et paysagère en 2005.
En 2012 les Pays Forêt d'Orléans Val de Loire, Loire Beauce et Sologne Val Sud sont les seuls territoires du département du Loiret ne disposant pas de schéma de cohérence territoriale (SCoT). Compte tenu  de l'intérêt de cet outil pour l'avenir des territoires, les élus de ces pays décident d'engager une démarche d'élaboration de SCOT. Le comité syndical du Pays Sologne Val Sud se prononce majoritairement en mars 2013 pour prendre la compétence SCoT dans ses statuts. Les quatre communautés de communes qui composent le Pays délibèrent en avril et mai 2013 pour confier l'élaboration, la gestion et le suivi du SCoT au Pays Sologne Val Sud. Les compétences sont modifiées en ce sens en juin 2013, le périmètre du SCoT est arrêté par le préfet le 10 octobre 2013. Après étude et concertation de 2014 à 2017, le document doit être approuvé en 2018.

### Voies de communication et transports

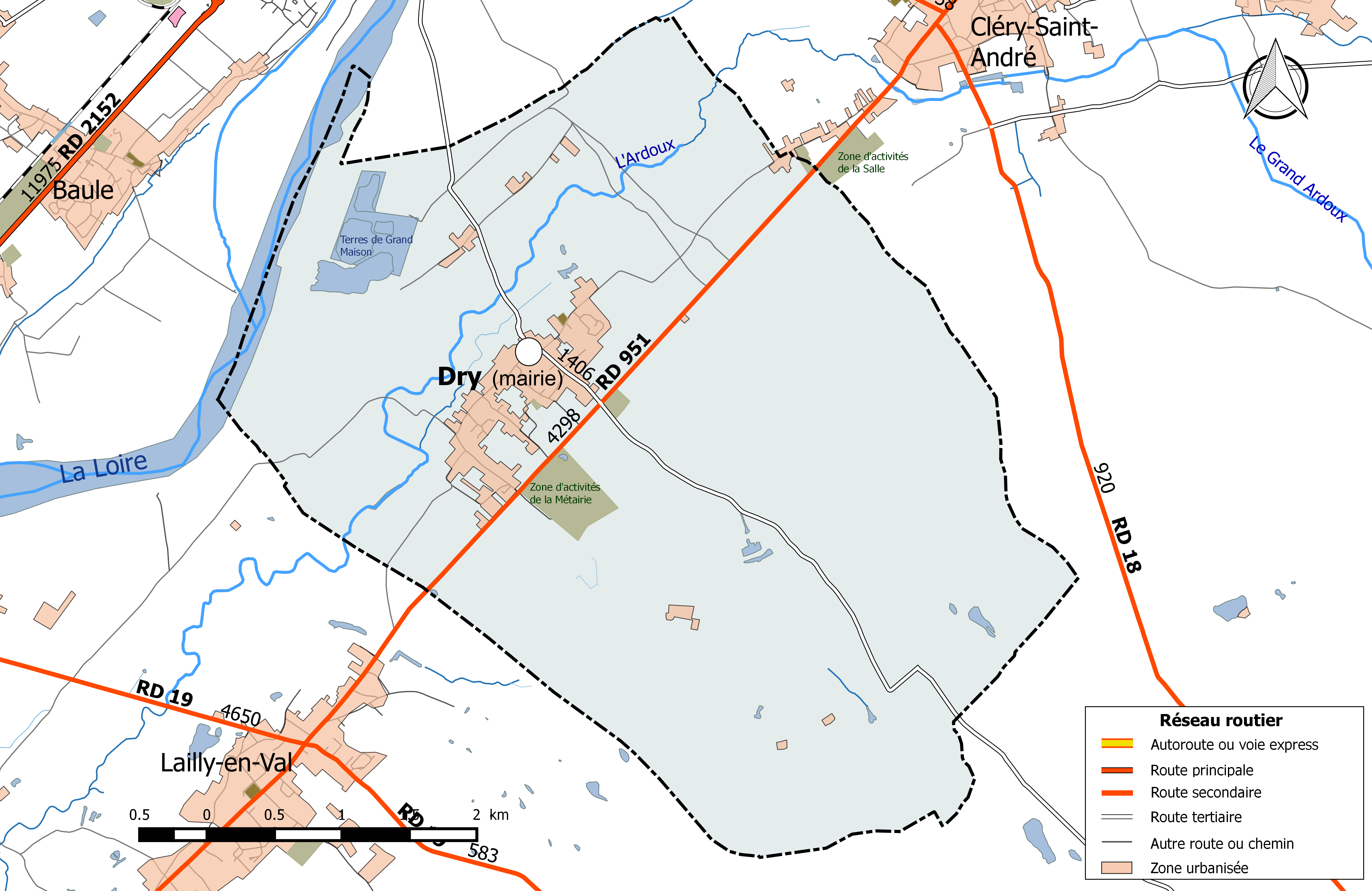
Réseau routier principal de la commune de Dry (avec indication du trafic routier 2014).

#### Infrastructures routières
La commune est traversée par deux routes départementales : la RD 951 et la RD 718.
La RD 951 traverse la commune d'est en ouest et longe le bourg. Il s'agit de l'ancienne route nationale 751, qui avait été créée en 1933 et était définie comme la route de Cosne-sur-Loire à la pointe de Saint-Gildas par la rive gauche de la Loire. La section traversant le Loiret, reliant Beaulieu-sur-Loire à Lailly-en-Val, a été transférée au département du Loiret par arrêté du 22 décembre 1972. En 2014, elle supporte sur le territoire communal un trafic de 4 298 véhicules/jour. La RD 718 (1 406 véhicules/jour) est une petite antenne qui relie le bourg à la RD 951.
Complétant ces voies, la commune est sillonnée de plusieurs voies communales et chemins ruraux  desservant ses fermes et hameaux et les bourgs environnants.

#### Transports en commun
La commune est desservie par la ligne 8 de transports par autocar du réseau Ulys du Conseil départemental du Loiret qui relie Saint-Laurent-Nouan - Lailly-en-Val à Orléans via Cléry-Saint-André. Cette ligne propose un nombre de dessertes variable en fonction des jours ouvrables de la semaine. Des correspondances SNCF sont assurées à la gare d'Orléans et TAO et Transbeauce à la Gare routière d'Orléans.

### Risques majeurs

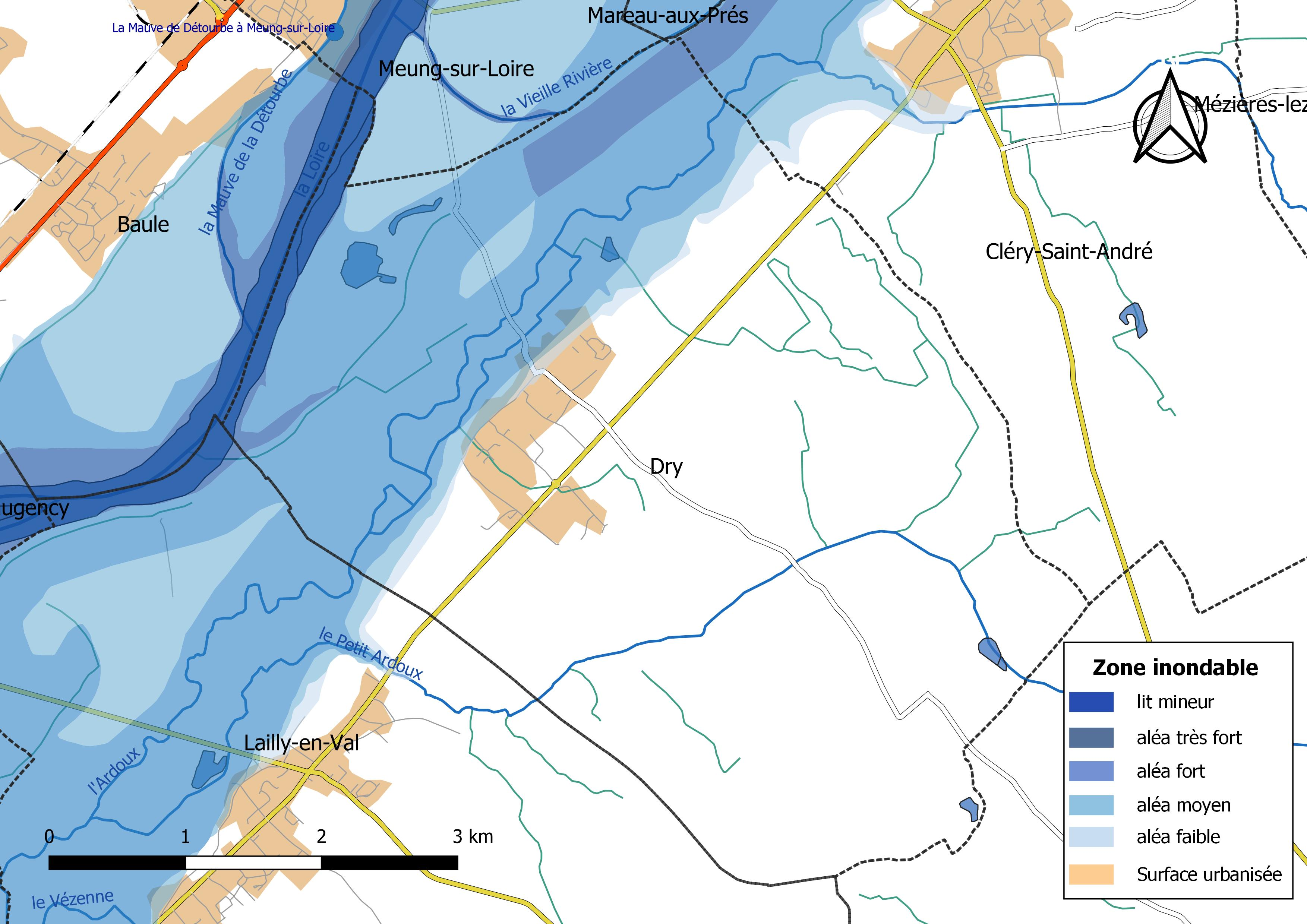
Zone inondable de la commune de Dry (Loiret).

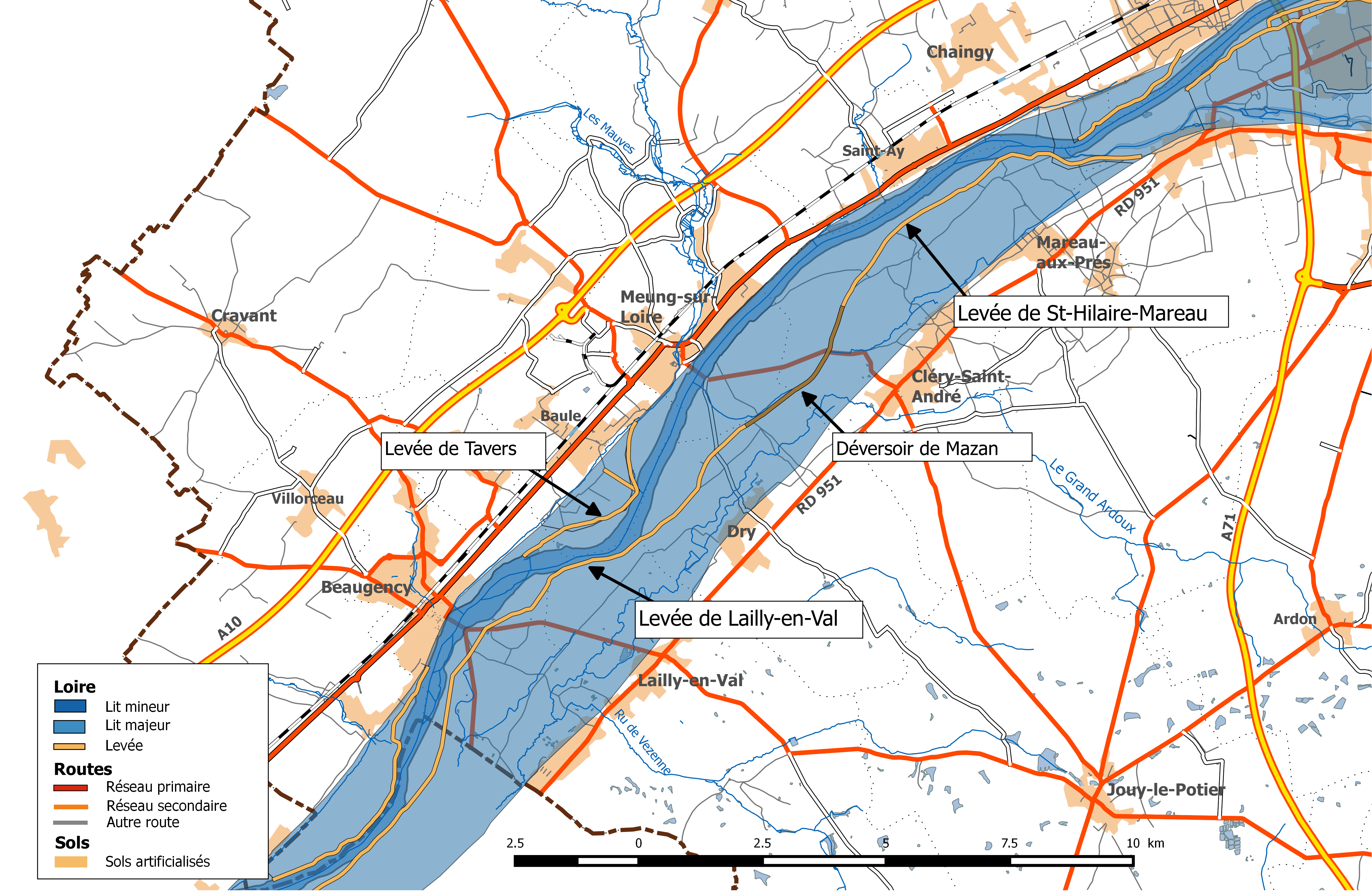
Système d'endiguement du val d'Ardoux.

La commune de Dry est vulnérable à différents aléas naturels : inondations (par débordement de la Loire), climatiques (hiver exceptionnel ou canicule), mouvements de terrains ou sismique (sismicité très faible). Elle est également exposée à un risque technologique : le risque nucléaire. 
Entre 1989 et 2019, trois arrêtés ministériels ayant porté reconnaissance de catastrophe naturelle ont été pris pour le territoire de la commune  : deux  pour des inondations et coulées de boues et un pour des mouvements de terrains.

#### Risques naturels
La zone inondable de la commune fait partie du val d'Ardoux. Elle englobe la partie du bourg située à l’ouest de la route départementale D951 qui le traverse, plusieurs hameaux et fermes éparses. Le bourg s’étend heureusement dans une zone hors d’eau à l’est de la route départementale. Cependant, en rive droite de l’Ardoux, en zone inondable, des hameaux se sont développés le long des routes à partir visiblement de fermes anciennes. Tous les bâtiments situés en rive gauche de l’Ardoux, c’est-à-dire essentiellement les maisons du bourg, sont dans une zone d’aléa moyen ou faible ainsi qu’une partie des bâtiments de Port David. Les deux groupes de maisons de Mazan et de l’Ardoise, situés en aléa très fort, risquent d’être soumis à de grandes vitesses car ils sont localisés dans un chenal d’écoulement préférentiel à partir du déversoir de Mazan. Parmi les biens situés en zone inondable figure une maison de retraite départementale installée en partie dans un ancien château en zone inondable, en rive gauche de l’Ardoux (en aléa moyen), le château du Bouchet, château transformé en école de chasse (en aléa moyen), une sablière et une trentaine d'habitations. Le risque d'inondation est pris en compte dans l'aménagement du territoire de la commune par le biais du Plan de prévention du risque inondation (PPRI) du val d'Ardoux, approuvé le 20 janvier 2015.
Le territoire de la commune peut également être concerné par un risque d'effondrement de cavités souterraines non connues. Une cartographie départementale de l'inventaire des cavités souterraines et des désordres de surface a été réalisée. Il a été recensé sur la commune plusieurs effondrements de cavités.
Par ailleurs, le sol du territoire communal peut faire l'objet de mouvements de terrain liés à la sècheresse. Le phénomène de retrait-gonflement des argiles est la conséquence d'un changement d'humidité des sols argileux. Les argiles sont capables de fixer l'eau disponible mais aussi de la perdre en se rétractant en cas de sècheresse. Ce phénomène peut provoquer des dégâts très importants sur les constructions (fissures, déformations des ouvertures) pouvant rendre inhabitables certains locaux. Celui-ci a particulièrement affecté le Loiret après la canicule de l'été 2003. Une grande partie du territoire de la commune est exposée à un aléa « moyen » face à ce risque, selon l'échelle définie par le Bureau de recherches géologiques et minières (BRGM).
Depuis le 22 octobre 2010, la France dispose d’un nouveau zonage sismique divisant le territoire national en cinq zones de sismicité croissante. La commune, à l’instar de l’ensemble du département,  est concernée par un risque très faible.

#### Risques technologiques
Dans le domaine des risques technologiques, une partie du territoire de la commune peut être concernée par le risque nucléaire. En cas d’accident grave, certaines installations nucléaires sont en effet susceptibles de rejeter dans l’atmosphère de l’iode radioactif. Or la commune se situe en totalité à l'intérieur du périmètre de 20 km du Plan particulier d'intervention de la centrale nucléaire de Saint-Laurent-des-Eaux. À ce titre les habitants de la commune, comme tous ceux résidant dans le périmètre proche de 20 km de la centrale ont bénéficié, à titre préventif, d'une distribution de comprimés d’iode stable dont l’ingestion avant rejet radioactif permet de pallier les effets sur la thyroïde d’une exposition à de l’iode radioactif. En cas d'incident ou d'accident nucléaire, des consignes de confinement ou d'évacuation peuvent être données et les habitants peuvent être amenés à ingérer, sur ordre du préfet, les comprimés en leur possession.

## Politique et administration

### Découpage territorial

#### Bloc communal: Commune et intercommunalités
La paroisse de Dri acquiert le statut de municipalité avec le  décret du 12 novembre 1789 de l'Assemblée Nationale puis celui de « commune », au sens de l'administration territoriale actuelle, par le décret de la Convention nationale du 10 brumaire an II (31 octobre 1793). Il faut toutefois attendre la loi du 5 avril 1884 sur l'organisation municipale pour qu'un régime juridique uniforme soit défini pour toutes les communes de France, point de départ de l’affirmation progressive des communes face au pouvoir central.
Aucun événement de restructuration majeure du territoire, de type suppression, cession ou réception de territoire, n'a affecté la commune depuis sa création.
La commune est membre de la Communauté de communes du Val d'Ardoux depuis sa création le 31 décembre 1998, une intercommunalité issue de la transformation en communauté de communes de l'ancien SIVOM de la région de Cléry-Saint-André, créé en décembre 1964. Depuis le 1er janvier 2017, la commune est membre de la communauté de communes des Terres du Val de Loire.

#### Circonscriptions de rattachement
Sous l'Ancien Régime, à la veille des États généraux de 1789, la paroisse de Dri était rattachée sur le plan ecclésiastique à l'ancien diocèse d'Orléans, sur le plan judiciaire au bailliage d'Orléans , sur le plan militaire au gouvernement d'Orléans et sur le plan administratif à la généralité d'Orléans, élection d'Orléans.
La loi du 22 décembre 1789 divise le pays en 83 départements découpés chacun en six à neuf districts eux-mêmes découpés en cantons regroupant des communes. Les districts, tout comme les départements, sont le siège d’une administration d’État et constituent à ce titre des circonscriptions administratives. La commune de Dri est alors incluse dans le canton de Lailli, le district de Beaugency et le département du Loiret.
La recherche d’un équilibre entre la volonté d’organiser une administration dont les cadres permettent l’exécution et le contrôle des lois d’une part, et la volonté d’accorder une certaine autonomie aux collectivités de base (paroisses, bourgs, villes) d’autre part, s’étale de 1789 à 1838. Les découpages territoriaux évoluent ensuite au gré des réformes visant à décentraliser ou recentraliser l'action de l'État. La régionalisation fonctionnelle des services de l'État (1945-1971) aboutit à la création de régions. L'acte I de la décentralisation de 1982-1983 constitue une étape importante en donnant l'autonomie aux collectivités territoriales, régions, départements et communes. L'acte II intervient en 2003-2006, puis l'acte III en 2012-2015.
Le tableau suivant présente les rattachements, au niveau infra-départemental, de la commune de Dry aux différentes circonscriptions administratives et électorales ainsi que l'historique de l'évolution de leurs territoires.
| Circonscription             | Nom                 | Période   | Type                         | Évolution du découpage territorial |
| --------------------------- | ------------------- | --------- | ---------------------------- | --- |
| District                    | Beaugency           | 1790-1795 | Administrative               | La commune est rattachée au district de Beaugency de 1790 à 1795,. La Constitution du 5 fructidor an III, appliquée à partir de vendémiaire an IV (1795) supprime les districts, rouages administratifs liés à la Terreur, mais maintient les cantons qui acquièrent dès lors plus d'importance. |
| Canton                      | Lailli              | 1790-1801 | Administrative et électorale | Le 10 février 1790, la municipalité de Dri est rattachée au canton de Lailli,. Les cantons sont supprimés, en tant que découpage administratif, par une loi du 26 juin 1793, et ne conservent qu'un rôle électoral. Ils permettent l’élection des électeurs du second degré chargés de désigner les députés. Les cantons acquièrent une fonction administrative avec la disparition des districts en 1795. |
| Canton                      | Notre-Dame-de-Cléry | 1801-2015 | Administrative et électorale | Sous le Consulat, un redécoupage territorial visant à réduire le nombre de justices de paix ramène le nombre de cantons dans le Loiret de 59 à 31. Dri est alors rattachée par arrêté du 9 vendémiaire an X (30 septembre 1801) au canton de Notre-Dame-de-Cléry, sous le nom de Dry,. |
| Canton                      | Beaugency           | 2015-     | Électorale                   | La loi du 17 mai 2013 et ses décrets d'application publiés en février et mars 2014 introduisent un nouveau découpage territorial pour les élections départementales. La commune est alors rattachée au nouveau canton de Beaugency. Depuis cette réforme, plus aucun service de l'État n'exerce sa compétence sur un territoire s'appuyant sur le nouveau découpage cantonal. Le canton a disparu en tant que circonscription administrative de l'État ; il est désormais uniquement une circonscription électorale destinée à l'élection d'un binôme de conseillers départementaux siégeant au conseil départemental. |
| Arrondissement              | Orléans             | 1801-     | Administrative               | Dry est rattachée à l'arrondissement d'Orléans depuis sa création en 1801,. |
| Circonscription législative | 1re circonscription | 2010-     | Électorale                   | Lors du découpage législatif de 1986, le nombre de circonscriptions législatives passe dans le Loiret de 4 à 5. Un nouveau redécoupage intervient en 2010 avec la loi du 23 février 2010. En attribuant un siège de député « par tranche » de 125 000 habitants, le nombre de circonscriptions par département varie désormais de 1 à 21,. Dans le Loiret, le nombre de circonscriptions passe de cinq à six. La réforme n'affecte pas Dry qui reste rattachée à la première circonscription. |

#### Collectivités de rattachement
La commune de Dry est rattachée au département du Loiret et à la région Centre-Val de Loire, à la fois circonscriptions administratives de l'État et collectivités territoriales.

### Politique et administration municipales

#### Conseil municipal et maire
Depuis les élections municipales de 2014, le conseil municipal  de Dry, commune de plus de 1 000 habitants, est élu au scrutin proportionnel de liste à deux tours (sans aucune modification possible de la liste),  pour un mandat de six ans renouvelable. Il est composé de 15 membres. L'exécutif communal est constitué par le maire, élu par le conseil municipal, parmi ses membres, pour un mandat de six ans, c'est-à-dire pour la durée du mandat du conseil. Jean-Marie Corniere est maire depuis 2001.
| Période   | Période  | Identité             | Étiquette | Qualité                    |
| --------- | -------- | -------------------- | --------- | -------------------------- |
| 2001      | en cours | Jean-Marie Corniere  |           | Responsable service achats |
| 1870      | 1917     | Maxime de Laage      |           | historien                  |
| mars 2014 | En cours | Jean-Marie Cornière, |           | Ancien cadre               |

## Équipements et services

### Environnement

#### Gestion des déchets
Au 31 décembre 2016, la commune est membre du syndicat mixte intercommunal pour le ramassage et le traitement des ordures ménagères (SMIRTOM) de la région de Beaugency, créé en 1971. Celui-ci assure la collecte et le traitement des ordures ménagères résiduelles en porte à porte, des emballages ménagers recyclables en porte à porte ou en points d’apport volontaire, du verre en points d’apport volontaire et des papiers en points d’apport volontaire
. Un réseau de sept déchèteries accueille les encombrants et autres déchets spécifiques (déchets verts, déchets dangereux, gravats, ferraille, cartons…). La déchèterie la plus proche de la commune est celle de Cléry-Saint-André. L'élimination et la valorisation énergétique des déchets est effectuée dans l'UIOM de Saran depuis 1996, exploitée par la société Orvade, filiale du groupe Véolia, par délégation de service de la communauté urbaine Orléans-Métropole.
La loi NOTRe du 7 août 2015 rend obligatoire l’exercice de la compétence « gestion des déchets ménagers » pour les communautés de communes à partir du 1er janvier 2017, qui ne fait donc désormais plus partie des compétences de la commune mais de celle de la communauté de communes des Terres du Val de Loire. Dans ce cadre, le préfet du Loiret indique dans un courrier du 28 décembre 2016 aux présidents des communautés de communes concernées que le SMIRTOM de la région de Beaugency sera dissout le 30 juin 2017.

#### Production et distribution d'eau
Le service public d’eau potable est une compétence obligatoire des communes depuis l’adoption de la loi du 30 décembre 2006 sur l’eau et les milieux aquatiques. Au 31 décembre 2016, la production et la distribution de l'eau potable sur le territoire communal sont assurées par la commune elle-même.
La loi NOTRe du 7 août 2015 prévoit que le transfert des compétences « eau et assainissement » vers les communautés de communes sera obligatoire à compter du 1er janvier 2020. Le transfert d’une compétence entraîne  de  facto la mise à disposition gratuite de plein droit des biens, équipements et services publics utilisés, à la date du transfert, pour l'exercice de ces compétences et la substitution de la communauté dans les droits et obligations des communes,.

#### Assainissement
La compétence assainissement, qui recouvre obligatoirement la collecte, le transport et l’épuration des eaux usées, l’élimination des boues produites, ainsi que le contrôle des raccordements aux réseaux publics de collecte, est assurée  par la commune elle-même.
La commune est raccordée à une station d'épuration située sur le territoire de la commune de Lailly-en-Val, mise en service le 1er juin 1981 et dont la capacité nominale de traitement est de  3 600 EH, soit 1 000 m3/jour. Cet équipement utilise un procédé d'épuration biologique dit « à boues activées ». Son exploitation est assurée en 2017 par la Nantaise des Eaux,.
L’assainissement non collectif (ANC) désigne les installations individuelles de traitement des eaux domestiques qui ne sont pas desservies par un réseau public de collecte des eaux usées et qui doivent en conséquence traiter elles-mêmes leurs eaux usées avant de les rejeter dans le milieu naturel. Depuis le 1er janvier 2017, la Communauté de communes des Terres du Val de Loire assure le service public d'assainissement non collectif (SPANC), après la fusion des communautés de communes  du Val des Mauves, du Canton de Beaugency, du Val d'Ardoux et de la Beauce oratorienne située dans le Loir-et-Cher qui l'assuraient auparavant. Celui-ci a pour mission de vérifier la bonne exécution des travaux de réalisation et de réhabilitation, ainsi que le bon fonctionnement et l’entretien des installations.

## Population et société

### Démographie
L'évolution du nombre d'habitants est connue à travers les recensements de la population effectués dans la commune depuis 1793. Pour les communes de moins de 10 000 habitants, une enquête de recensement portant sur toute la population est réalisée tous les cinq ans, les populations de référence des années intermédiaires étant quant à elles estimées par interpolation ou extrapolation. Pour la commune, le premier recensement exhaustif entrant dans le cadre du nouveau dispositif a été réalisé en 2006.
En 2022, la commune comptait 1 414 habitants, en évolution de +1,36 % par rapport à 2016 (Loiret : +1,89 %, France hors Mayotte : +2,11 %).
| 1793 | 1800 | 1806 | 1821 | 1831 | 1836 | 1841 | 1846 | 1851 |
| ---- | ---- | ---- | ---- | ---- | ---- | ---- | ---- | ---- |
| 700  | 530  | 588  | 605  | 709  | 786  | 812  | 873  | 860  |

| 1856 | 1861 | 1866 | 1872 | 1876 | 1881 | 1886 | 1891 | 1896 |
| ---- | ---- | ---- | ---- | ---- | ---- | ---- | ---- | ---- |
| 901  | 904  | 866  | 831  | 803  | 774  | 771  | 758  | 724  |

| 1901 | 1906 | 1911 | 1921 | 1926 | 1931 | 1936 | 1946 | 1954 |
| ---- | ---- | ---- | ---- | ---- | ---- | ---- | ---- | ---- |
| 668  | 648  | 598  | 524  | 481  | 460  | 446  | 448  | 468  |

| 1962 | 1968 | 1975 | 1982 | 1990  | 1999  | 2006  | 2011  | 2016  |
| ---- | ---- | ---- | ---- | ----- | ----- | ----- | ----- | ----- |
| 425  | 657  | 631  | 790  | 1 025 | 1 191 | 1 356 | 1 393 | 1 395 |

| 2021  | 2022  | - | - | - | - | - | - | - |
| ----- | ----- | - | - | - | - | - | - | - |
| 1 411 | 1 414 | - | - | - | - | - | - | - |

## Culture locale et patrimoine

### Lieux et monuments
- Le château du Bouchet a été construit en 1853 sur les ruines d'un édifice de la fin du XVIe siècle pour la famille de Laage. Le plus célèbre représentant de cette dernière fut Maxime de Laage de La Rocheterie (1837-1917), historien et maire de Dry pendant près de 50 ans. Il fut aussi conseiller général de Cléry (1889-1907). Le domaine est acheté en 1961 par l'Office national de la chasse et de la faune sauvage (ONCFS), désormais Office français de la biodiversité, et comporte un centre de formation pour agents techniques et techniciens de l'environnement (garde-chasses). Cette école est officiellement inaugurée le 10 juin 1964[102],[103].
- L'église Notre-Dame, des croix de chemin et plusieurs maisons sont indexées dans la base Mérimée des monuments historiques.
- La commune est située dans la zone de protection spéciale vallée de la Loire du Loiret du réseau Natura 2000[104].

Lieux et monuments de Dry.
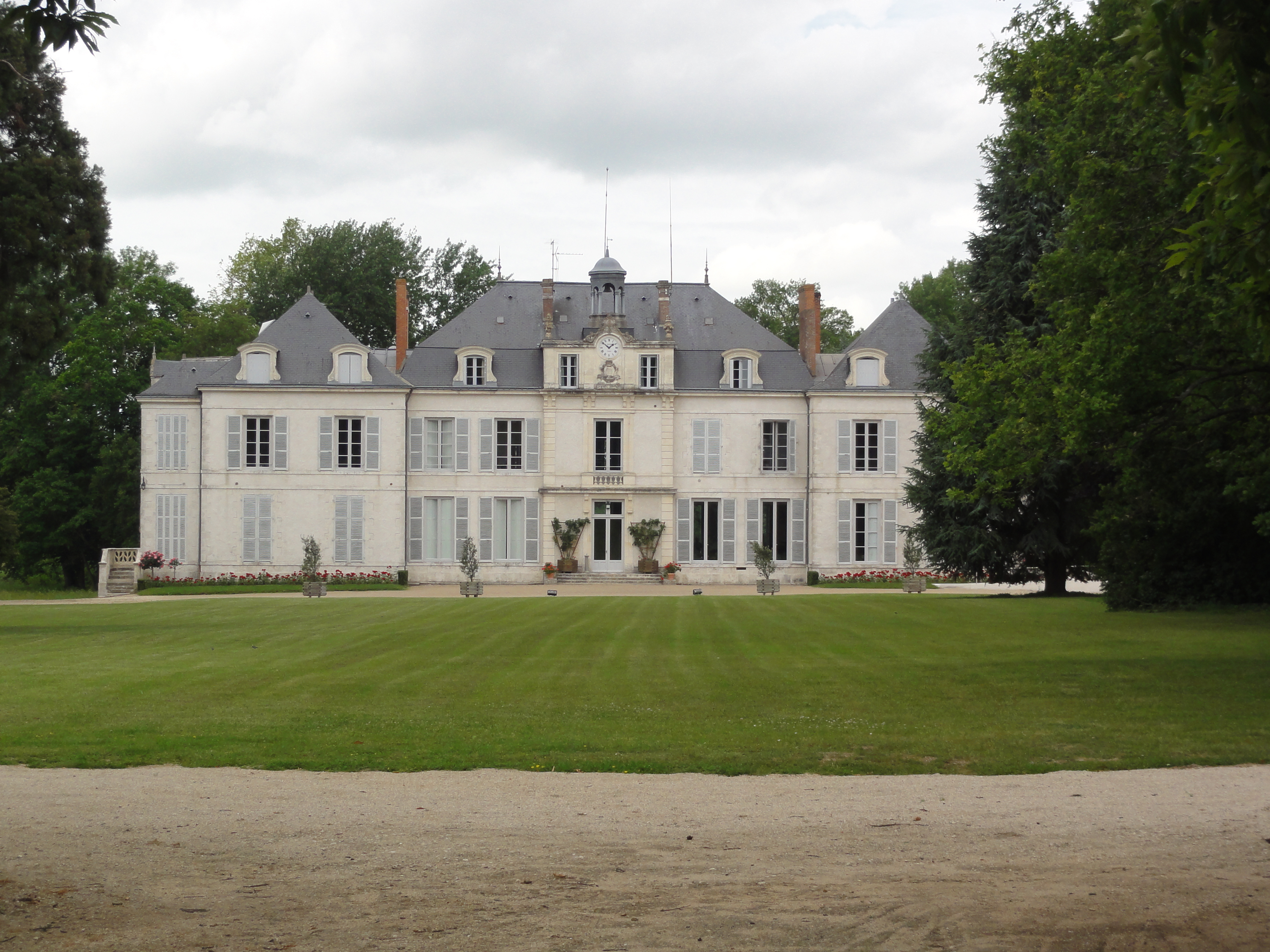
Le château du Bouchet.
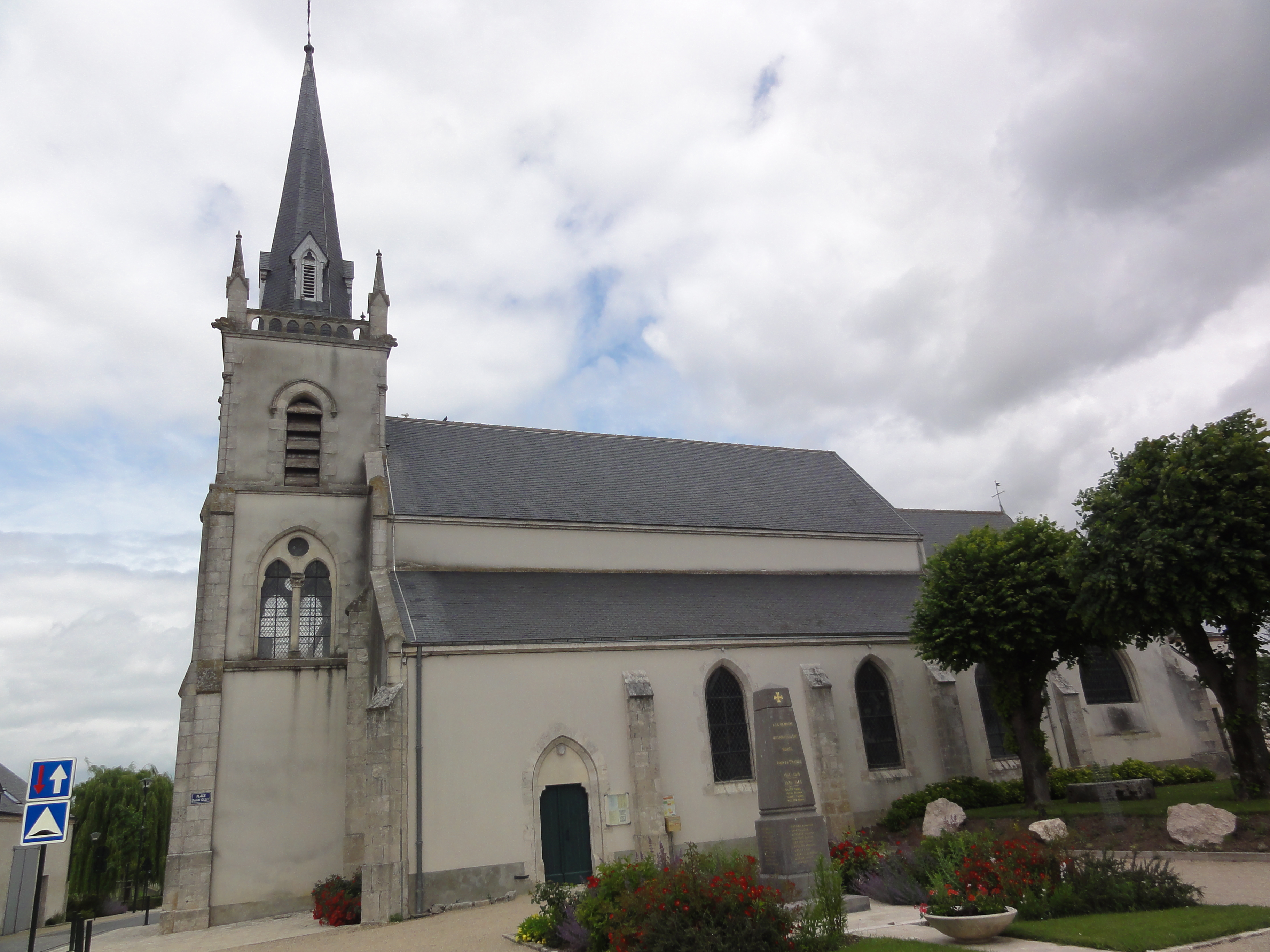
L'église Notre-Dame.
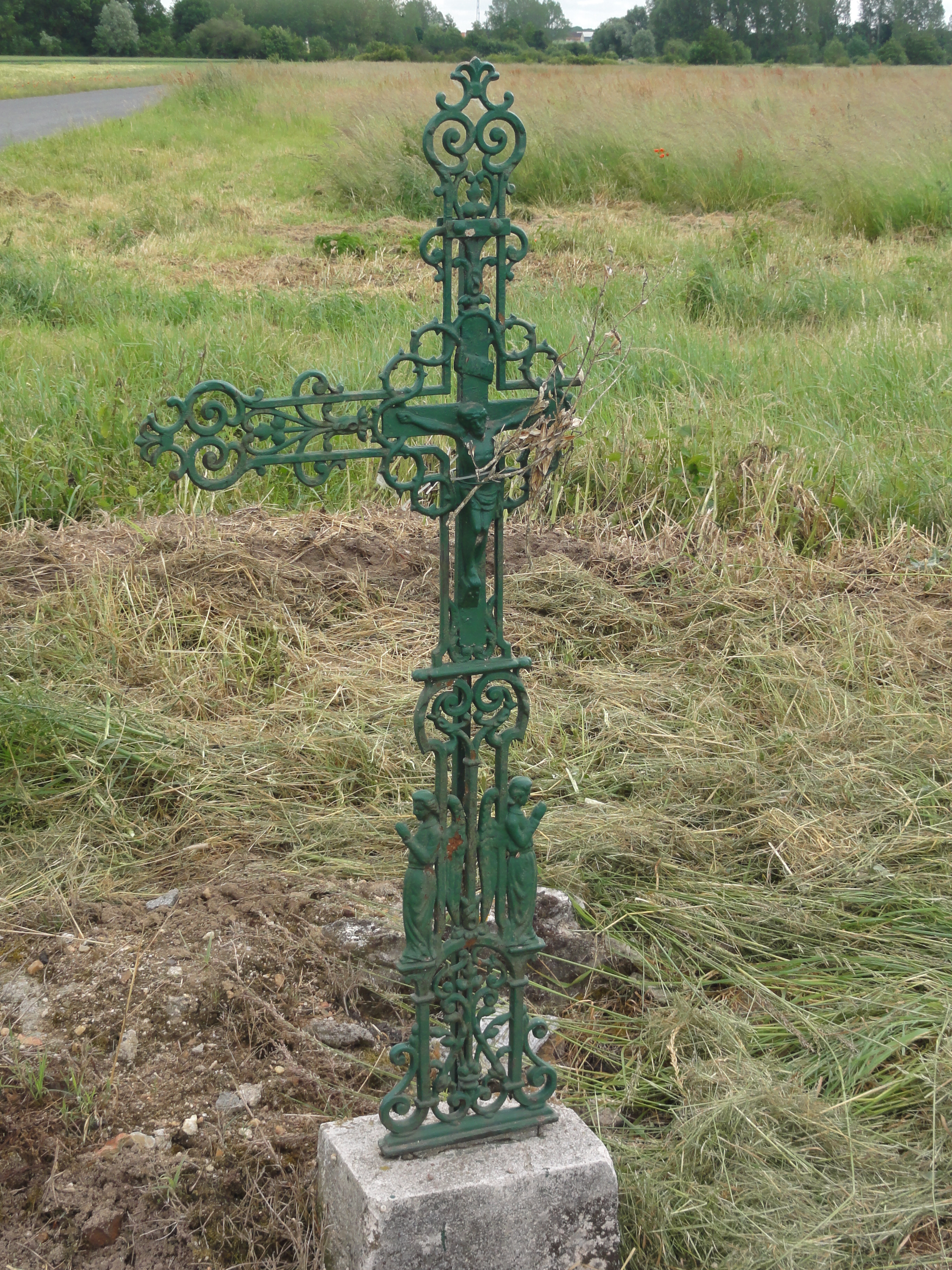
Croix de chemin, rue de Villecante.

## Personnalité liée à la commune
- Yoland Cazenove (1914-2009), céramiste, avait l'ancienne gare de Dry comme atelier ;
- Alain Noël, ancien footballeur professionnel, né en 1964 dans la commune.